# Розин, Игорь Леонидович
Игорь Леонидович Розин (6 октября 1956, Тырныауз, Кабардинская АССР, СССР — 13 мая 2001, Тырныауз, Кабардино-Балкария, Россия) — иерей Русской православной церкви, настоятель храма Георгия Победоносца в Тырныаузе, альпинист, горный спасатель, мастер спорта СССР по альпинизму (30.12.1989).

## Биография
Родился в 1956 году в Тырныаузе в атеистической семье. Отец его, Леонид Петрович, по национальности еврей, настоящая фамилия его Розен. Всю свою жизнь Леонид Петрович работал на руководящих должностях в шахтостроительном управлении. Мать, Лидия Николаевна, русская, 25 лет проработала завучем в музыкальной школе. В семье было двое детей: Игорь и его сестра Виктория.
Окончил школу, потом Владикавказский горный институт по специальности электрик по высоковольтным линиям и пошёл работать на шахту.
Он был первоклассным альпинистом, дважды мастером спорта, ходил на вершины всех категорий, в том числе и зимой, видел смысл своей жизни в том, чтобы спасать людей. Он был одним из лучших спасателей в Эльбрусской поисково-спасательной службе. По словам работавших вместе с ним спасателей, опрошенных изданием Коммерсантъ: «Игорь был высококлассным профессионалом. Да и человек был хороший. Очень спокойный, не то что слова грубого никому никогда не сказал, но даже никогда ни на кого не посмотрел косо или осуждающе. Он участвовал во всех самых сложных спасательных работах. Помогал молодым ребятам, учил их. Мы не замечали, что он был глубоко верующим».
Игорь был патриотом своей страны, очень любил Россию. Когда уже во времена перестройки, открылись границы, все его родственники стали уезжать в Израиль, остались лишь Игорь и его отец.
В 1994 году в возрасте 36 лет принял крещение. С этого времени Игорь начинает ездить в храм вместе со своей семьёй. Вскоре после воцерковления Игорь получил благословение проходить клиросное послушание. В течение двух лет, вплоть до своего рукоположения о. Игорь пел и читал на клиросе, а также хорошо выучил устав богослужений. Его духовник о. Вячеслав предложил ему принять священный сан.
1 августа 1999 года, в день памяти прп. Серафима Саровского состоялась диаконская хиротония Игоря Розина, а через три дня, на память равноапостольной Марии Магдалины — иерейская. Хиротонию совершал митрополит Ставропольский и Владикавказский Гедеон (Докукин). Приняв сан, не оставлял работу спасателя.
Был назначен настоятелем прихода в Тырныаузе, под который ему отдали единственный сохранившийся дом постройки 1937 года. Организовал при храме воскресную школу для детей и взрослых. Не оставлял без внимания миссионерскую деятельность, — многие балкарцы в Тырныаузе стали православными христианами.
С самого начала своего священнического служения в Тырныаузе Игорь Розин получал угрозы в свой адрес, а за две недели его предупредили о готовящемся убийстве. 13 мая 2001 года 23-летний Ибрагим Хапаев нанёс отцу Игорю три удара ножом. После убийства священника на ноги была поднята вся городская милиция. Расследование убийства и розыск преступника дела возглавил заместитель министра внутренних дел республики Хасан Бейтуганов. По горячим следам в тот же день преступник был задержан. После этого властями было заявлено, что убийство православного священника в Тырнаузе не имеет политических или религиозных мотивов.

## Память и почитание
Община решила не уходить с этого места, где пролилась кровь священника. Скромный домовый храм был перестроен и расширен.
Могилу Игоря Розина на городском кладбище часто посещали православные верующие. В начале 2010-х годов было изготовлено новое надгробие из чёрного мрамора, над котором установили высокую, увенчанную крестом литую сень.